# Kabinett Barrow II

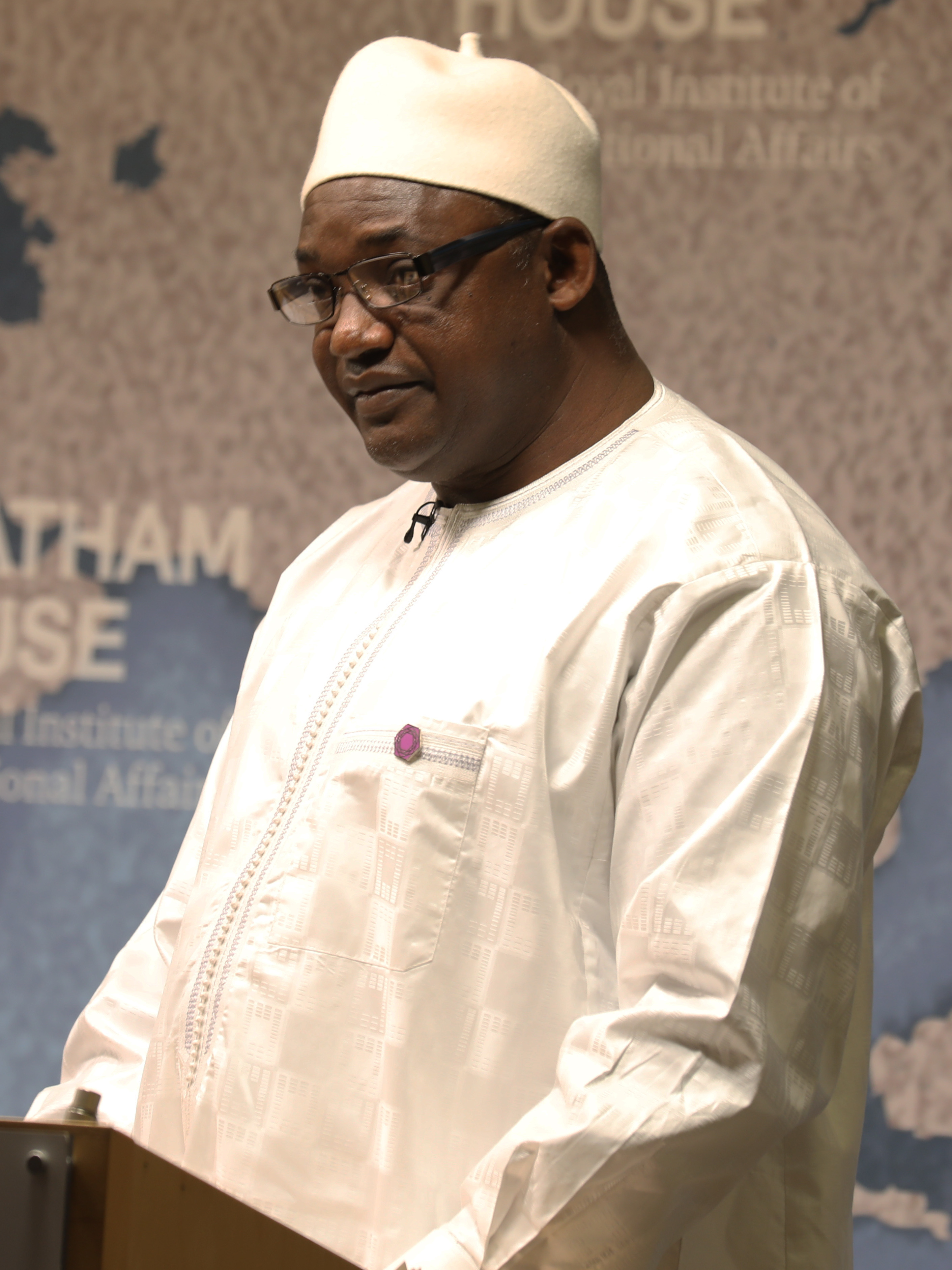
Präsident Adama Barrow (2018)

Das Kabinett Adama Barrow II wurde am 4. Mai 2022 in Gambia durch Präsident Adama Barrow gebildet.
Es löste das Kabinett Adama Barrow I ab. Nach der Amtsübernahme Barrows im Januar 2022 zu seiner zweiten Amtszeit als Präsident hatte er sein bisher bestehendes Kabinett als ein geschäftsführendes Kabinett erklärt und alle Minister führten ihr Ressort mit der Vereidigung am 27. Januar 2022 vorerst weiter. Barrow gewann die Wahl am 4. Dezember nicht als Kandidat der United Democratic Party (UDP), wie zur Wahl 2016, sondern als Kandidat der National People’s Party (NPP), die von ihm im Dezember 2019 gegründet worden war. Mit dem Bruch mit der UDP und der damals zur Wahl antretenden Coalition 2016 kam daher wohl zu größeren Auswechselungen in seinem im Mai vorgestellten Kabinett.

## Kabinettsmitglieder
Das Kabinett setzt sich aus dem Präsidenten der Republik, dem Vizepräsidenten, dem Generalsekretär und Leiter des öffentlichen Dienstes sowie mehreren Ministern zusammen.
Das Ministerium für Handel, Regionale Integration und Beschäftigung wurde zunächst aufsichtsführend von Seedy Keita bis zur Ernennung eines Nachfolgers betreut. Am 13. Oktober 2022 wurde Baboucarr Ousmaila Joof zum Handelsminister ernannt. Barrow schuf ein neues Ministerressort, das für den öffentlichen Dienst, die Verwaltungsreform, die politische Koordinierung und deren Umsetzung (Ministry of in charge of the Public Service, Administrative Reforms, Policy Coordination & Delivery) zuständig ist. Dieser Minister hat die allgemeine Aufsicht über den öffentlichen Dienst. Die Aufgabe des Generalsekretärs und Leiter des öffentlichen Dienstes wurden neu definiert. Die Funktion des Leiters des Präsidialamtes Chief of Staff wurde neu geschaffen. Das ehemalige Ministerium für Information und Kommunikation (Minister of Information and Communication) wurde in zwei getrennte Ministerien aufgeteilt, das Ministerium für Information und das Ministerium für Kommunikation und digitale Wirtschaft. Der Minister für Land und Regionalregierung bekam das Ressort religiöse Angelegenheiten.
Größere Kabinettsumbildungen fanden im März 2024 und November 2024 statt. Dabei wurde zum 18. November 2024 das Ministerium im Präsidialamt (Ministry at the Presidency) geschaffen, das auch die Aufgabe des Chief of Staff wahrnimmt. Der Minister berät den Präsidenten und koordiniert dessen Prioritäten, Verpflichtungen und Aufgaben. Als Stabschef ist er für die Umsetzung präsidialer Entscheidungen in den Ministerien und Abteilungen zuständig. Das Ministerium wurde dem  bisherigen Chief of Staff Mod K. Ceesay übertragen. Zugleich wurden das Amt des Generalsekretärs und Leiters des öffentlichen Dienstes (Secretary General and Head of the Civil Service) mit dem des Kabinettsekretärs (Secretary to Cabinet) verschmolzen. Das Amt wurde Alieu Njie übertragen.

### Das Kabinett
Das Kabinett auf dem Stand vom 9. Juli 2025:
| #                | Ressort | Beginn der Amtszeit | Ende der Amtszeit                | Amtsinhaber                                       |
| ---------------- | --- | ------------------- | -------------------------------- | ------------------------------------------------- |
|                  | Präsident und Oberbefehlshaber der Streitkräfte President of the Republic of the Gambia and Commander in Chief of the Armed Forces                                                                                | 19. Januar 2017     | amtierend                        | Adama Barrow (* 1965)                             |
|                  | Vizepräsident Vice-President | 4. Mai 2022         | 18. Januar 2023                  | Alieu Badara Joof († 2023)                        |
| 24. Februar 2023 | Vizepräsident Vice-President | amtierend           | Muhammed B. S. Jallow (* 1960)   |                                                   |
|                  | |                     |                                  |                                                   |
| 01               | Attorney General und Minister für Justiz Attorney General and Minister of Justice | 1. Juli 2020        | amtierend                        | Dawda A. Jallow (* 1975)                          |
| 02               | Minister für Äußeres, internationale Kooperationen und Gambier im Ausland Minister of Foreign Affairs, International Cooperation and Gambians Abroad                                                              | 29. Juni 2018       | 3. Juli 2025                     | Mamadou Tangara (* 1965)                          |
| 02               | Minister für Äußeres, internationale Kooperationen und Gambier im Ausland Minister of Foreign Affairs, International Cooperation and Gambians Abroad                                                              | 9. Juli 2015        | amtierend                        | Serign Modou Njie (* 1970)                        |
| 03               | Minister für Finanzen und Wirtschaft Minister of Finance and Economic Affairs | 4. Mai 2022         | amtierend                        | Seedy Keita (* 1970)                              |
| 04               | Minister für Verteidigung Minister of Defence | 4. Mai 2022         | 3. Juli 2025                     | Serign Modou Njie (* 1970)                        |
| 04               | Minister für Verteidigung Minister of Defence | 9. Juli 2025        | amtierend                        | Muhammed B. S. Jallow (* 1960) (aufsichtsführend) |
| 05               | Minister für Inneres Minister of the Interior | 4. Mai 2022         | 15. März 2024                    | Seyaka Sonko                                      |
| 05               | Minister für Inneres Minister of the Interior | 15. März 2024       | amtierend                        | Abdoulie Sanyang                                  |
| 06               | Minister für Tourismus und Kultur Minister of Tourism and Culture | 1. Februar 2017     | 15. März 2024                    | Hamat N. K. Bah (* 1961?)                         |
| 06               | Minister für Tourismus und Kultur Minister of Tourism and Culture | 15. März 2024       | amtierend                        | Abdoulie Jobe                                     |
| 07               | Minister für Land und Regionalregierung Minister of Lands and Regional Government and Religious Affairs | 4. Mai 2022         | 1. Juli 2023                     | Abba Sanyang                                      |
| 07               | Minister für Land und Regionalregierung Minister of Lands and Regional Government and Religious Affairs | 18. August 2023     | 15. März 2024                    | Ousman Sowe (* 1972)                              |
| 07               | Minister für Land und Regionalregierung Minister of Lands and Regional Government and Religious Affairs | 15. März 2024       | amtierend                        | Hamat N. K. Bah                                   |
| 08               | Minister für Landwirtschaft Minister of Agriculture | 4. Mai 2022         | amtierend                        | Demba Sabally                                     |
| 09               | Minister für Bauwesen, Verkehr und Infrastruktur Minister of Works, Transport and Infrastructure | 4. Mai 2022         | amtierend                        | Ebrima Sillah                                     |
| 10               | Minister für Gesundheit Minister of Health | 27. März 2019       | amtierend                        | Ahmadou Lamin Samateh (* 1972)                    |
| 11               | Ministerin für den primären und sekundären Bildungsbereich Minister of Basic and Secondary Education | 22. Februar 2017    | 15. März 2024                    | Claudiana Cole (* 1958)                           |
| 11               | Ministerin für den primären und sekundären Bildungsbereich Minister of Basic and Secondary Education | 15. März 2024       | 12. Juli 2024                    | Haddy Jatou Sey                                   |
| 11               | Ministerin für den primären und sekundären Bildungsbereich Minister of Basic and Secondary Education | 12. Juli 2024       | 18. November 2024                | Pierre Gomez (* 1973) (aufsichtsführend)          |
| 11               | Ministerin für den primären und sekundären Bildungsbereich Minister of Basic and Secondary Education | 18. November 2024   | amtierend                        | Habibatou Drammeh                                 |
| 12               | Ministerin für Angelegenheiten der Frauen, Kinder und Soziales Minister for Women Affairs, Children, and Social Welfare                                                                                           | 1. März 2019        | amtierend                        | Fatou Kinteh                                      |
| 13               | Minister für Erdöl und Energie Minister of Petroleum and Energy | 4. Mai 2022         | 15. März 2024                    | Abdoulie Jobe                                     |
| 13               | Minister für Erdöl und Energie Minister of Petroleum and Energy | 15. März 2024       | amtierend                        | Nani Juwara                                       |
| 14               | Minister für Fischerei und Wasserwirtschaft Minister of Fisheries and Water Resources | 4. Mai 2022         | amtierend                        | Musa S. Drammeh (* 1952)                          |
| 15               | Minister für Hochschulwesen, Forschung, Wissenschaft und Technologie Minister of Higher Education, Research, Science and Technology                                                                               | 4. Mai 2022         | amtierend                        | Pierre Gomez (* 1973)                             |
| 16               | Minister für Umwelt, Klimawandel und natürliche Ressourcen Minister of Environment, Climate Change and Natural Resources                                                                                          | 4. Mai 2022         | amtierend                        | Rohey John Manjang                                |
| 17               | Minister für Jugend und Sport Minister of Youth and Sports | 1. Oktober 2020     | amtierend                        | Bakary Y. Badjie                                  |
| 18               | Minister für Handel, Regionale Integration und Beschäftigung Minister of Trade, Regional Integration and Employment                                                                                               | 4. Mai 2022         | 13. Oktober 2022                 | Seedy Keita (* 1970) (aufsichtsführend)           |
| 18               | Minister für Handel, Regionale Integration und Beschäftigung Minister of Trade, Regional Integration and Employment                                                                                               | 13. Oktober 2022    | amtierend                        | Baboucarr Ousmaila Joof (* 1963)                  |
| 19               | Minister für den öffentlichen Dienst, die Verwaltungsreform, die politische Koordinierung und deren Umsetzung Minister of in charge of the Public Service, Administrative Reforms, Policy Coordination & Delivery | 4. Mai 2022         | 13. Oktober 2022                 | Baboucarr Ousmaila Joof (* 1963)                  |
| 19               | Minister für den öffentlichen Dienst, die Verwaltungsreform, die politische Koordinierung und deren Umsetzung Minister of in charge of the Public Service, Administrative Reforms, Policy Coordination & Delivery | 1. November 2022    | amtierend                        | Baboucarr Bouy                                    |
| 20               | Minister für Information Minister of Information | 4. Mai 2022         | 15. März 2024                    | Lamin Queen Jammeh (* 1963)                       |
| 20               | Minister für Information Minister of Information | 15. März 2024       | amtierend                        | Ismaila Ceesay                                    |
| 21               | Minister für Kommunikation und digitale Wirtschaft Minister of Communication & Digital Economy | 4. Mai 2022         | 24. Juni 2022                    | Ebrima Sillah (aufsichtsführend)                  |
| 21               | Minister für Kommunikation und digitale Wirtschaft Minister of Communication & Digital Economy | 24. Juni 2022       | 12. Juli 2024                    | Ousman A. Bah (* 1973)                            |
| 21               | Minister für Kommunikation und digitale Wirtschaft Minister of Communication & Digital Economy | 12. Juli 2024       | 18. November 2024                | Ismaila Ceesay (aufsichtsführend)                 |
| 21               | Minister für Kommunikation und digitale Wirtschaft Minister of Communication & Digital Economy | 18. November 2024   | amtierend                        | Lamin Jabbi                                       |
| 22               | Minister im Präsidialamt Minister at the Presidency | 18. November 2024   | amtierend                        | Mod K. Ceesay                                     |
|                  | |                     |                                  |                                                   |
|                  | Generalsekretär, Leiter des öffentlichen Dienstes (bis 18. November 2024) Secretary General and Head of the Civil Service                                                                                         | 4. Mai 2022         | 11. Oktober 2024                 | Salimatta E. Touray                               |
| 11. Oktober 2024 | Generalsekretär, Leiter des öffentlichen Dienstes (bis 18. November 2024) Secretary General and Head of the Civil Service                                                                                         | 18. November 2024   | Mod K. Ceesay (aufsichtsführend) |                                                   |
|                  | Leiter des Präsidialamtes (bis 18. November 2024) Chief of Staff | 4. Mai 2022         | 18. November 2024                | Mod K. Ceesay                                     |
|                  | Kabinettssekretär und Leiter des öffentlichen Dienstes (seit 18. November 2024) Secretary to Cabinet and Head of Civil Service                                                                                    | 18. November 2024   | amtierend                        | Alieu Njie                                        |

### Ehemalige Kabinettsmitglieder
Siehe auch: Kabinett Adama Barrow I
| Kabinettsmitglied           | Ende der Amtszeit | Grund des Ausscheidens oder Folgetätigkeit     |
| --------------------------- | ----------------- | ---------------------------------------------- |
| Isatou Touray (* 1955)      | 4. Mai 2022       | ausgeschieden nach Bildung des neuen Kabinetts |
| Mambury Njie (* 1962)       | 4. Mai 2022       | ausgeschieden nach Bildung des neuen Kabinetts |
| Sheikh Omar Fye (* 1960)    | 4. Mai 2022       | ausgeschieden nach Bildung des neuen Kabinetts |
| Yankuba Sonko               | 4. Mai 2022       | ausgeschieden nach Bildung des neuen Kabinetts |
| Amie Fabureh                | 4. Mai 2022       | ausgeschieden nach Bildung des neuen Kabinetts |
| Bai Lamin Jobe              | 4. Mai 2022       | ausgeschieden nach Bildung des neuen Kabinetts |
| Fafa Sanyang                | 4. Mai 2022       | ausgeschieden nach Bildung des neuen Kabinetts |
| James F. P. Gomez (* 1946)  | 4. Mai 2022       | ausgeschieden nach Bildung des neuen Kabinetts |
| Badara Joof († 2023)        | 4. Mai 2022       | ausgeschieden nach Bildung des neuen Kabinetts |
| Lamin B. Dibba              | 4. Mai 2022       | ausgeschieden nach Bildung des neuen Kabinetts |
| Nuha Touray                 | 4. Mai 2022       | ausgeschieden nach Bildung des neuen Kabinetts |
| Alieu Badara Joof († 2023)  | 18. Januar 2023   | verstorben                                     |
| Abba Sanyang                | 1. Juli 2023      | ausgeschieden aus persönlichen Gründen         |
| Claudiana Cole (* 1958)     | 15. März 2024     | entlassen                                      |
| Lamin Queen Jammeh (* 1963) | 15. März 2024     | entlassen                                      |
| Seyaka Sonko                | 15. März 2024     | entlassen                                      |
| Haddy Jatou Sey             | 12. Juli 2024     | ausgeschieden aus persönlichen Gründen         |
| Ousman A. Bah (* 1973)      | 12. Juli 2024     | entlassen                                      |
| Salimatta E. Touray         | 11. Oktober 2024  | Ruhestand                                      |

## Weitere Ernennungen
| Amt                                                                   | Institution                      | Beginn der Amtszeit | Ende der Amtszeit | Amtsinhaber               |
| --------------------------------------------------------------------- | -------------------------------- | ------------------- | ----------------- | ------------------------- |
| Direktor der Staatsanwaltschaft Director of Public Prosecutions (DPP) | Staatsanwaltschaft               | 1. September 2023   | amtierend         | Abdurrahman Maitama Yusuf |
| Generaldirektor Director-General of the State Intelligence Services   | State Intelligence Services      | 4. September 2023   | 15. März 2024     | Lamin Jadama (* 1963)     |
| Generaldirektor Director-General of the State Intelligence Services   | State Intelligence Services      | 15. März 2024       | amtierend         | Ousman Sowe               |
| Vorsitzender Chairman of the Independent Electoral Commission         | Independent Electoral Commission | t.b.a.              | amtierend         |                           |